# مثلث بهاری

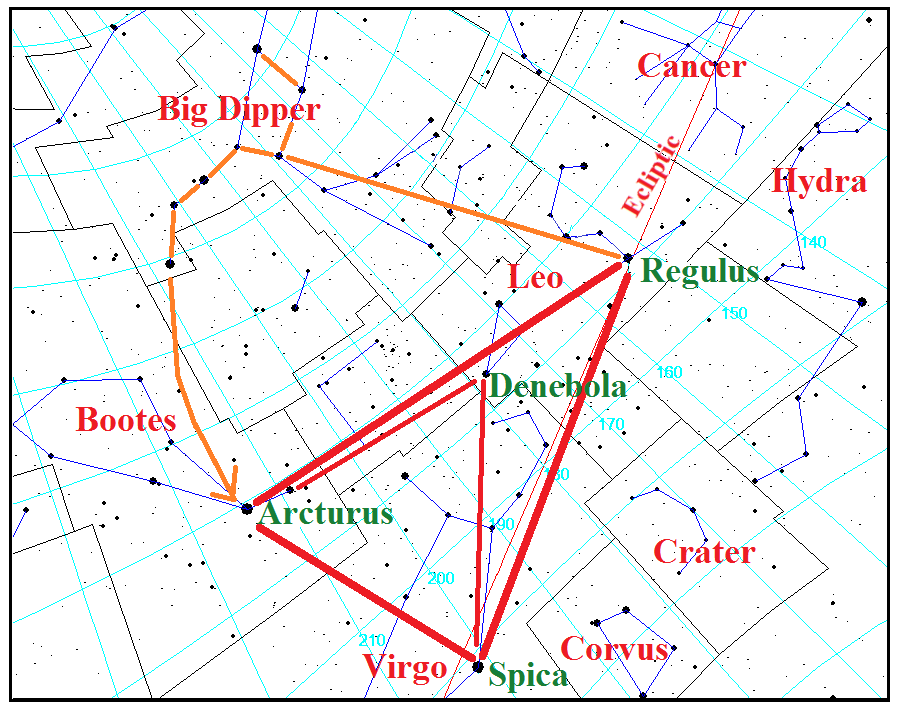
مثلث بهاری در میان نقشه ستارگان.

مثلث بهاری یکی از صورتواره‌های نیمکره شمالی آسمان است. مثلث بهاری از سه ستاره معروف و درخشان قلب الاسد (در صورت فلکی شیر)، سماک رامح (در صورت فلکی گاوچران) و سماک اعزل (در صورت فلکی سنبله) تشکیل می‌شود.

## ستاره‌های مثلث بهاری
| نام       | صورت فلکی | قدر ظاهری | درخشندگی (برحسب درخشندگی خورشید) | رده‌بندی ستارگان | فاصله (سال نوری) |
| --------- | --------- | --------- | -------------------------------- | --------------- | ---------------- |
| قلب الاسد | شیر       | ۱٫۳۵      | ۲۸۸                              | B7 IV           | ۷۹٫۳             |
| سماک رامح | گاوچران   | -۰٫۰۴     | ۱۷۶                              | K1.5 III        | ۳۶٫۷             |
| سماک اعزل | سنبله     | ۱٫۰۴      | ۱۲۱۰۰                            | B1 III-IV       | ۲۶۰              |